# كمبة
الكُمبة هو نوع من البُرَك من سيواس ومعمورة العزيز وملطية ومرعش في تركيا. توجد في المطبخ الأذري أيضًا وتحظى بشعبية بين الشعبين التركي والأذربيجاني .